# 村上ユカ
村上 ユカ（むらかみ ゆか、1974年12月10日 - ）は、日本のシンガーソングライター。北海道札幌市出身。

## 来歴
1997年3月25日マキシシングル「はちみつ」でデビュー
イラストレーターとしても活動しており、日経デザイン紙にて銀賞を受賞した経歴もある

## 作品

### シングル
- はちみつ（1997年3月25日発売）
- 小鳥（1998年9月2日発売）
- 雲色のじょうろ（1999年2月1日発売）
- 鏡の世界（2015年8月30日発売）
- 銀河エレベーター（2017年11月4日発売）
- V.I.P Collection01（2019年9月29日）
- V.I.P Collection02（2018年12月2日）
- V.I.P Collection03（2019年3月2日）
- V.I.P Collection04（2019年8月8日）
- V.I.P Collection05（2019年10月30日）
- 黒い犬（2020年3月1日）
- 夕暮れ列車（2020年10月25日・絵本付きCD）

### ミニアルバム
- はなうたち。（1999年12月10日発売・カバー集）

### セルフカバーアルバム
- V.I.P CollectionS（2021年10月25日・セルフカバー集）

### アルバム
- 散歩前（1998年2月25日発売）
- アカリ（2001年7月31日発売）
- 角砂糖（2004年9月2日発売）
- 鳥と魚（2013年10月23日発売）
- 宇宙的（2022年10月12日発売）

### オムニバス・コンピレーション
- POP GOES ON ELECTRO（1998年7月23日発売）
- CASUAL MEETINGS／NET17（2008年7月9日）
- 築10年（2015年6月30日）